# Gli esperti americani
Gli esperti americani (The Experts) è un film del 1989 diretto da Dave Thomas.

## Trama
Due americani finiscono in Russia dove è stata costruita una città a stelle e strisce nello stile anni cinquanta.